# Scène hip-hop de Memphis
Genres dérivés
Crunk, trap, phonk, SoundCloud rap
La scène hip-hop de Memphis émerge dans les années 1980. Popularisé dans les boîtes de nuit locales, le rap de Memphis donne naissance à des danses emblématiques telles que le gangsta walk et le buckin & jookin. Des figures majeures comme DJ Spanish Fly, DJ Squeeky, DJ Paul et Juicy J contribuent dans les années 1980 à 1990 à façonner son son caractéristique, marqué par des paroles sinistres, des productions répétitives et sombres et l'utilisation de la Roland TR-808.
Les années 1990 voient l'émergence du horrorcore et du pimp rap au sein de la scène hip-hop de Memphis, propulsant des artistes locaux tels que Three 6 Mafia et 8Ball and MJG sur le devant de la scène nationale. Memphis influence ainsi profondément le paysage musical du sud des États-Unis.
Au fil des décennies, le rap de Memphis est propulsé sur la scène internationale grâce à Three 6 Mafia, tandis que des figures contemporaines comme Yo Gotti et Young Dolph ont perpétué son héritage tout en s'adaptant aux tendances actuelles de la trap. L'influence du rap de Memphis se ressent jusque dans des genres émergents comme le phonk, témoignant de son impact durable sur la culture hip-hop mondiale.

## Histoire

### Émergence du rap à Memphis

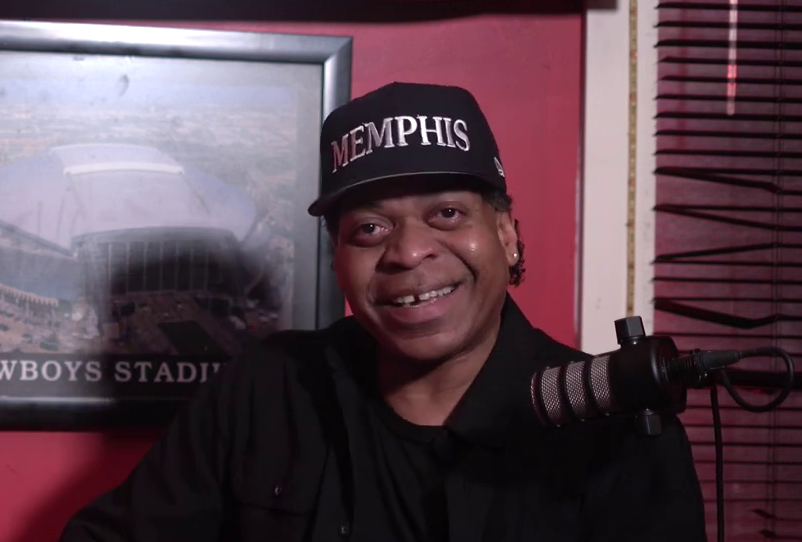
DJ Spanish Fly, pionnier du hip-hop à Memphis.

L'apparition du hip-hop à Memphis (Tennessee) remonte aux années 1980. Il est popularisé au sein des boîtes de nuit locales. La scène est alors à l'origine de plusieurs danses hip-hop, le gangsta walk et le buckin & jookin. Plusieurs DJ importants émergent de cette nouvelle scène : DJ Spanish Fly, DJ Squeeky, DJ Paul et Juicy J,. Le morceau I Need Money des rappeurs Kool K et Soni D est le premier morceau de rap paru à Memphis et le single Ain't Nothing Like the Bass de W-Def est la première chanson locale à être diffusée à la radio. DJ Spanish Fly, qui mixe alors en boîte de nuit, est l'un des premiers à donner une identité musicale propre au rap de Memphis avec ses expérimentations ralenties avec la musique electro. Il introduit au sein de la scène les paroles sinistres ainsi que l'utilisation de la Roland TR-808, du Triggerman et des infrabasses. Il vend ses cassettes de rap en marge des soirées dans lesquelles il joue, ses morceaux étant trop crus pour être joués en discothèque,.

### Période horrorcore et buck music
Dans les années 1990, la scène rap de Memphis est réputée pour sa musique horrorcore, pimp rap et gangsta rap aux sonorités particulières, souvent appelée buck music ou devil shit,,. DJ Squeeky est l'un des artisans du son du rap de Memphis du début des années 1990 et produit pour de nombreux rappeurs dont 8Ball and MJG, Skinny Pimp et Al Kapone. Plusieurs artistes de la scène rap de Memphis sont les enfants d'artistes de Memphis soul, comme Gangsta Pat et Jazze Pha, tous deux fils de membres des Bar-Kays. L'héritage de la Memphis soul est également transmis via les samples, les artistes hip-hop de Memphis utilisant souvent des samples de morceaux du label Stax Records. Parmi ses autres influences, le rap de Memphis compte le rap East Coast, le rap West Coast et la Miami bass.
En 1991, Gangsta Pat est le premier rappeur de Memphis à sortir un album chez une major avec la réédition de son album #1 Suspect sortie chez Atlantic Records. Malgré tout, son succès reste local. Le duo 8Ball and MJG réussit, lui, à faire parler de lui à l'échelle nationale notamment grâce à son album On Top of the World, qui entre à la huitième place du Billboard 200 et qui finit disque d'or.

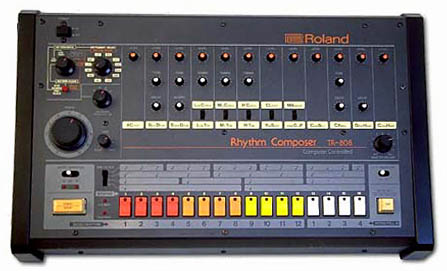
La Roland TR-808, souvent utilisée dans le rap de Memphis des années 1990.

La scène rap de Memphis est émaillée de conflits durant cette décennie. La scène est divisée entre DJ Squeeky et DJ Zirk d'un côté ainsi que Skinny Pimp et Three 6 Mafia de l'autre. Les deux camps se dénigrent entre eux dans leurs morceaux. DJ Squeeky accuse Three 6 Mafia de voler son style de production et connaît également un différend avec Kingpin Skinny Pimp après que ce dernier l'a agressé en le fouettant au pistolet,. Un autre conflit notable est celui de plusieurs artistes de la scène de Memphis, dont Three 6 Mafia, Tommy Wright III et Playa Fly, contre le groupe Bone Thugs-N-Harmony. Le groupe de Cleveland est accusé par ces rappeurs de copier leur style, et Three 6 Mafia publie l'EP Live by Yo Rep afin de s'en prendre à Bone Thugs-N-Harmony,.
Les productions du rap de Memphis des années 1990 sont typiquement répétitives et sombres et incorporent une boîte à rythmes, généralement une Roland TR-808 ou une Boss DR-660,, des samples vocaux ralentis et menaçants ainsi que des samples de funk, de soul et de bandes originales de films d'horreur. Selon Zandria F. Robinson, « Le son caractéristique de la plupart des morceaux de hip hop de Memphis est constitué de cymbales charleston continues se produisant généralement dans des ensembles continus de doubles croches, ponctuées de rythmes variables avec une caisse claire nette, en particulier sur les deuxième et quatrième temps de chaque mesure ».
Les rappeurs utilisent souvent des voix à la hauteur modifiée vers les aigus, des flows en mesures binaires et ternaires ainsi que du rap chantonné. Ils pratiquent également l'appel et réponse, hérité des DJ des boîtes de nuit locales. Du côté des paroles, ils poussent le gangsta rap à l'extrême en racontant des histoires de meurtres sordides, certains rappeurs comme le groupe Three 6 Mafia allant jusqu'à implémenter le satanisme à leurs thématiques,. Le rap de Memphis est typiquement enregistré sur des enregistreurs 4-pistes,.
Les rappeurs de Memphis sortent alors généralement leurs œuvres de manière indépendante sous format cassette, ce qui donne un son lo-fi au rap de Memphis,,. Ces cassettes sont généralement distribuées dans les magasins d'autoradio, dans les boîtes de nuit et à la sortie des écoles. Le rap de Memphis connaît alors un succès principalement local et est peu écouté en dehors du Tennessee, de l'Arkansas et du Mississippi.

### Succès de la scène dans les années 2000

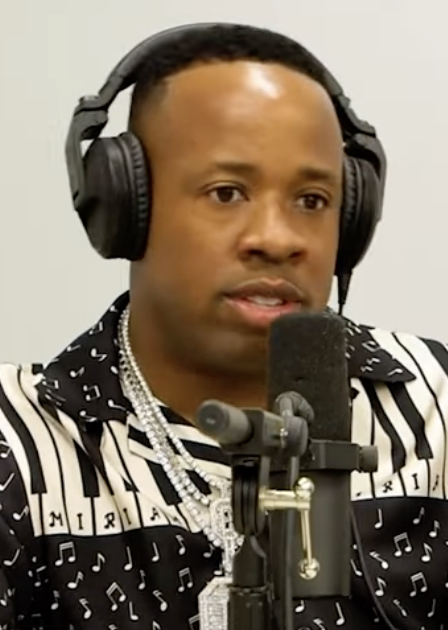
Yo Gotti en 2023.

Dans les années 2000, le rap de Memphis connaît une renommée internationale grâce au groupe Three 6 Mafia qui reçoit un grand succès avec son album Most Known Unknown ainsi que sa chanson It's Hard out Here for a Pimp pour le film Hustle and Flow, qui lui vaut un Oscar du cinéma. Le crunk, originaire de Memphis, connaît également un grand succès grâce à son exportation par le rappeur d'Atlanta Lil Jon,. Cette décennie voit aussi l'émergence du rappeur Yo Gotti, qui obtient un succès national. Le producteur Drumma Boy, qui commence sa carrière en produisant pour des artistes de Memphis, part lui s'installer à Atlanta pour produire des artistes locaux et reçoit ainsi un bon succès. De leur côté, Evil Pimp et son groupe Krucifix Klan font perdurer la tradition horrorcore de Memphis,.

### Des années 2010 à aujourd'hui
Dans les années 2010, la scène rap de Memphis perd de sa singularité musicale en s'adaptant aux tendances trap du rap sudiste du moment. Selon The Fader, en 2011, Yo Gotti est le rappeur le plus populaire de la ville. D'autres rappeurs comme Young Dolph, Don Trip et BlocBoy JB continuent également à faire vivre la scène locale. Le studio d'enregistrement Traphouse Studios est l'un des lieux dans lesquels évolue la scène,,. Suivant une résurgence du son 90's de Memphis, Three 6 Mafia retourne vers ces sonorités avec leur sous-groupe Da Mafia 6ix. En 2014, un conflit éclate entre Yo Gotti et Young Dolph après que ce dernier a dénigré le label Collective Music Group de Yo Gotti. Ce conflit voit naître plusieurs chansons de clash entre les deux rappeurs, et va escalader jusqu'à la fusillade de Young Dolph en 2017.
Dans les années 2020, une nouvelle vague de rappeurs apparaît : Duke Deuce, qui reprend les sonorités crunk de la ville dans les années 2000 ; NLE Choppa ; le label Paper Route Empire de Young Dolph qui comporte de nombreuses recrues telles que Key Glock, Big Moochie Grape et Kenny Muney,.

## Influence
D'après Zandria F. Robinson, les charlestons continus sont une innovation stylistique de la scène hip-hop de Memphis qui a été largement empruntée par les autres scènes hip-hop sudistes afin de forger une identité sudiste à leur musique. La scène rap d'Atlanta en particulier est inspirée par le rap de Memphis. Dans les années 2000, des rappeurs tels que Lil Jon et Pastor Troy adoptent le son crunk de Memphis et le popularisent. La musique trap, originaire d'Atlanta, a le rap de Memphis pour influence. Selon The Fader, le rappeur d'Atlanta Gucci Mane a comme influences les rappeurs memphisiens Playa Fly et Project Pat,.
Dans les années 2010, le son du rap de Memphis des années 1990 connaît une résurgence chez de nouveaux artistes, principalement en dehors de Memphis-même. Selon The Fader, le producteur virginien Lex Luger est influencé par le son du rap de Memphis des années 1990. Il a d'ailleurs collaboré à ses débuts avec le rappeur Juicy J,. En Virginie encore, le rappeur et producteur Lil Ugly Mane est également influencé par ce son dans son album Mista Thug Isolation.
À Miami, le collectif Raider Klan est selon HipHopDX « au premier plan d'une résurgence du son horrorcore de Memphis ». Parmi ses membres, SpaceGhostPurrp affiche son influence dans son rap mais surtout via ses productions, tandis que Denzel Curry adopte les thématiques lyriques du horrorcore de Memphis et utilise des flows inspirés par Lord Infamous de Three 6 Mafia,.
La scène du rap de SoundCloud compte également des rappeurs inspirés par le rap de Memphis des années 1990, tels que Suicideboys, Ghostemane ou Bones, qui empruntent notamment à ses sonorités.
Le son du rap de Memphis des années 1990 est également à l'origine du genre phonk, une musique décrite par Thésaurap comme « planante, parfois inquiétante et hypnotique », qui inclut également des influences trap et vaporwave. Le phonk connaît lui-même un développement appelé le drift phonk, particulièrement populaire en Russie et lui aussi influencé par le rap de Memphis.

## Dans la culture populaire
Le film Hustle and Flow, sorti en 2005, est centré sur la scène rap de Memphis.
L'imageboard /x/ de 4chan, consacré au paranormal, voit naître une légende urbaine autour de huit cassettes de rap de Memphis des années 1990, qui auraient selon cette légende été prétendument utilisées par des rappeurs afin de capter l'énergie de personnes assassinées, pour faire ensuite amener le résultat souhaité par ces rappeurs à travers la magie du Chaos.